# 斯蒂高爾冰川
85°38′S 161°54′W / 85.633°S 161.900°W
斯蒂高爾冰川是南極洲的冰川，位於毛德王后山脈地區，全長28公里，最終注入鮑曼冰川，該冰川在1928至1930年由美國探險隊發現，以氣象學家命名。